# Сополивите камъни
Местността Сополивите камъни е природна, историческа, културна, археологическа и туристическа забележителност в района на град Копривщица.

## Произход на името
В средата на XIX век, когато вече е останало в миналото трикратното опожаряване на града от кърджалиите (през 1793, 1804 и 1809 година) и населението започва да се позамогва, местното скотовъдство и манифактура стават недостатъчни за увеличаващите се нужди на копривщенци. Селото се превръща в матриархат, тъй като мъжете масово тръгват на гурбет. До тази местност семействата им са ги изпращали, а раздялата никак не е била лека. Заради проливаните години наред сълзи на това осеяно с каменни морени място то придобива днешното си име.
| „ | Почти всѣки денъ презъ втората половина на августъ и цѣлия септемврий сѫ изпращани колитѣ съ стоката, калфитѣ, чирацитѣ и по-бедниѣте майстори до мѣстностьта „Сополивигѣ камъне“, наречени така, защото тукъ съ плачѣ и сълзи е ставала раздѣлата на пѫтѣниците съ гѣхнигѣ семейства и роднини. Всѣки пѫтникъ е излизалъ отъ кѫщата си презъ предварително широко отворената пѫтна врата, при която стопанката или майката, ако пѫтникътъ не е билъ жененъ, е стояла извѫтре съ бѣло менче вода и съ китка здравецъ въ ржка, очаквайки, щомъ пѫтникътъ наближи съ другите изпращачи вратата, да излѣе предъ него водата и да му подаде здравецъ съ една малка глава кромидъ лукъ. | “ |

## Археологически находки
В местността е регистрирано мегалитно светилище, открито във връзка с теренните проучвания на територията на град Стрелча при изследването на местностите Кулата, Качулата и Скумсале.
Всички селищни и надгробни могили и средновековни отбранителни валове са обявени за паметници на културата в категория „С Национално значение“. Разпореждане на МС № 1711 от 22 ноември 1962 г.

## Туристически маршрут
Тръгва се по асфалтирания път на юг в посока на град Стрелча. След като се мине покрай паметника на унтерофицера Аврелиян (загинал за освобождението на града на 29 декември 1877), намиращ се на около на 5 km от града, пътят се отклонява в югозападна посока към местността Сополивите камъни. След това на запад, през открита местност и буковата гора, наречена „Боев шамак“, се стига до местността Черньови бачии. Надясно от върха, през борова гора, се излиза на седловината на местността Шамаците и така се отива до местността Чемериките. Връх Стръмонос отстои на близо 10 минути. На север се издига връх Буная (1572 m). На връщане покрай скална фигура, наподобяваща слон, където има малък заслон, пак през местността Боев шамак за около 1 час се достига до Кривата бука. Обратно по асфалтирания път маршрутът свършва в Копривщица.